# Hargsbro
Hargsbro är en bebyggelse sydost om Märsta öster om sjön Fysingen i Sigtuna kommun i Stockholms län. Vid avgränsningen 2023 avgränsades området av SCB till en separat småort.